# Max Quedenfeldt
Maximilian Friedrich Wilhelm Quedenfeldt (* 13. Juni 1851 in Glogau; † 18. September 1891 in Berlin-Charlottenburg) war ein königlich preußischer Offizier und Entomologe, Forschungsreisender und Ethnologe.

## Leben
Max Quedenfeldt war ein Sohn des königlich preußischen Generalmajors Friedrich Otto Gustav Quedenfeldt und dessen Ehefrau Luise Wilhelmine Amalie (1823–1896), geborene Meißner.
Er besuchte die Ritterakademie in Liegnitz und trat im März 1866 in das Kadettenkorps und im Frühjahr 1870 in das Westfälische Dragoner-Regiment Nr. 7  in Tangermünde ein. Während des Deutsch-Französischen Krieges nahm er mit seinem Regiment an mehreren Gefechten teil und wurde während der Belagerung von Paris zum Second-Lieutenant befördert. Im Jahr 1875 wurde er zum 21. Infanterieregiment nach Bromberg versetzt, trat 1878 zur Landwehr über und wurde wenig später zum Premier-Lieutenant befördert.
In der Folgezeit unternahm Max Quedenfeldt mehrere Forschungsreisen, die ihn im Sommer 1878 nach Südungarn, Serbien und Bosnien, dann vom Oktober 1880 an neun Monate durch Spanien, Portugal und die Nordhälfte Marokkos bis zum Hohen Atlas und zur Hauptstadt Marrakesch führten. Er galt zu seiner Zeit als einer der besten Kenner Marokkos und seiner Bewohner. Im Frühjahr 1883 besuchte er erneut Marokko, suchte die bedeutendsten Hafenplätze auf und unternahm auch wiederum einen Vorstoß bis an den Fuß des Hohen Atlas, um Sitten, Sprache und Lebensweise der Bevölkerung kennen zu lernen. Im Jahre 1884 durchwanderte er mit gleicher Zielsetzung das benachbarte Algerien. Nachdem ihm die Berliner Akademie der Wissenschaften die Fortsetzung seiner zoologischen und ethnographischen Forschungen finanzierte, reiste er im Dezember 1885 erneut nach Marokko und hielt sich zunächst einige Wochen in Tanger und anderen Küstenstädten des Nordens auf. Dann fuhr er über See nach dem weiter südlich gelegenen Hafen Mogador, darauf wieder eine Strecke nordwärts nach Safi, wo er mit dem gerade auf einem Feldzug begriffenen Sultan und seiner Armee zusammentraf. Nach einem Ausflug nach  Marrakesch und in die Vorberge des Hohen Atlas folgte er der nördlichen Karawanenstraße bis Casablanca und reiste an der Küste entlang bis Tanger. Im April 1887 war er für drei Monate auf den Kanarischen Inseln (Lanzarote) und setzte dann auf die benachbarte afrikanische Festlandsküste über. Im Sommer 1888 nahm er seinen Abschied aus dem Militärdienst und begab sich bereits im Oktober über Italien und Sizilien nach Tunis, wo er seine ausgeprägte Kenntnis nordafrikanischer Mundarten vertiefte und ergänzte. Danach reiste er durch das benachbarte Tripolitanien, wo er erkrankte und im Juli 1889 nach Deutschland zurückkehrte. Im Februar 1891 reiste er zunächst nach Konstantinopel, durchquerte dann die ägäischen Küstenlandschaften Kleinasiens und fuhr von Smyrna aus mit der Eisenbahn landeinwärts. Nach einer erneuten schweren Erkrankung kehrte er über Smyrna und Triest nach Berlin zurück und starb nach mehreren Operationen an einem Nierenleiden.
Max Quedenfeldt beschäftigte sich intensiv mit den Coleopteren und ist unter anderem Erstbeschreiber der  Kurzflügler Echidnoglossa ventricosa Quedenfeldt, 1881 und Quedius iridicolor Quedenfeldt, 1882.
Er war seit 1881 Mitglied und unter dem Vorsitz des Freiherrn Hans von Türckheim zu Altdorf Beigeordneter des Schriftführers und 1883 Schriftführer im 1856 von Gustav Kraatz gegründeten Berliner entomologischen Verein.
Oskar Böttger benannte ihm zu Ehren die Gattung der Atlas-Taggeckos Quedenfeldtia Boettger, 1883.
Die Quedenfeldt-Sammlung exotischer Käfer von Gustav und Max Quedenfeldt wurde an den französischen Entomologen René Oberthür verkauft und befindet sich heute im Muséum national d’histoire naturelle in Paris. Die Paläarktis-Käfersammlung wurde dem Zoologischen Institut der Universität Berlin übergeben und lagert heute im Museum für Naturkunde in Berlin.

## Schriften
- Aberglaube und halbreligiöse Bruderschaften bei den Marokkanern. In: Verhandlungen der Berliner Gesellschaft für Anthropologie, 1886, S. 671–692 (digi-hub.de)
- Anthropologische Aufnahmen von Marokkanern. In: Verhandlungen der Berliner Gesellschaft für Anthropologie, 1887, S. 32–33 (digi-hub.de)
- Nahrungs-, Reiz- und kosmetische Mittel bei den Marokkanern. In: Verhandlungen der Berliner Gesellschaft für Anthropologie, 1887, S. 241–285 (digi-hub.de)
- Die Pfeifsprache auf der Insel Gomera. In: Verhandlungen der Berliner Gesellschaft für Anthropologie, 1887, S. 731–741 (digi-hub.de)
- Einteilung und Verbreitung der Berberbevölkerung in Marokko. In: Zeitschrift für Ethnologie, 20, 1888, S. 98–130 (digi-hub.de), S. 146–160 (digi-hub.de), S. 184–210 (digi-hub.de)
- Einteilung und Verbreitung der Berberbevölkerung in Marokko. In: Zeitschrift für Ethnologie, 21, 1889, S. 81–108 (archive.org), 157–201 (archive.org)
- Die Corporationen der Ulêd Ssîdi Hammed-u-Mûssa und der Ormâ im südlichen Marokko. In: Verhandlungen der Berliner Gesellschaft für Anthropologie, 1889, S. 572–586 (digi-hub.de)
- Ueber die Verständigung durch Zeichen und Gebärdenspiel bei den Marokkanern. In: Verhandlungen der Berliner Gesellschaft für Anthropologie, 1890, S. 329–331 (digi-hub.de)